# 아침 (식사)
아침, 아침밥, 또는 아침 식사( - 食事, 영어: breakfast)는 아침에 끼니로 먹는 식사이다. 올밥, 조식(朝食), 조반(朝飯), 조찬(朝餐)이라고도 한다. 전형적이거나 전통적인 다양한 아침 식사 메뉴가 존재하며, 전 세계 지역과 전통에 따라 음식 선택이 다르다.

## 현대의 아침 식사

### 아프리카
전통적으로 아프리카의 다양한 요리는 현지에서 구할 수 있는 과일, 곡류, 채소, 젖 및 육류 제품을 조합하여 사용한다. 대륙의 일부 지역에서는 전통적인 식단에 우유, 응유, 유청 제품이 포함되어 있다. 일종의 죽을 흔히 먹는다. 1843년에 출판된 성서 백과사전(The Bible cyclopædia) 등에는 이 시기에 아랍 세계에서 베두인이 버터와 섞인 메뚜기를 아침 식사로 자주 사용하여 누룩을 넣지 않은 빵에 그 혼합물을 뿌렸다고 기록되어 있다.

#### 이집트
1843년에 출판된 성서 백과사전이라는 책에는 이집트인들이 일찍 일어나서 때때로 파이프 담배를 피우며 커피로 첫 식사를 하고 정오까지 아침 식사를 하지 않았다고 기록되어 있다. 이때 이집트의 아침 식사에는 빵, 치즈, 계란, 버터, 커드, 클로티드 크림, 콩 조림이 포함된 것으로 기록되어 있다. 또한, 파바콩은 전국적인 아침 식사 요리로 자리 잡았다.

### 아시아

#### 한국
전통적으로 한국의 아침 식사는 주로 밥과 국으로 구성된다. 여기에는 소량의 생선이나 쇠고기, 그리고 어떤 형태의 국 또는 죽이 포함될 수 있다. 모든 한국 식사와 마찬가지로 아침 식사는 일반적으로 반찬, 즉 김치, 나물, 계란찜로 구성된 반찬으로 제공된다.

#### 일본
일본에서는 아침식사로 미소국과 죽을 먹는 것이 일반적이다.

#### 중국
중국 본토는 여러 지역으로 구성되어 있고 각 지역마다 고유한 요리가 있기 때문에 중국의 아침 식사는 지역마다 크게 다를 수 있다. 일반적으로 기본 선택에는 수프, 튀긴 빵 또는 유탸오, 만터우, 죽, 튀김 또는 국수가 포함된다. 이러한 옵션에는 종종 차나 달게 한 두유가 함께 제공된다. 그러나 죽과 국물의 조미료는 지방과 지역에 따라 다르다. 제공되는 차의 종류와 사용되는 향신료도 지역마다 크게 다를 수 있다.

## 건강에 미치는 영향
아침 식사는 일반적으로 "오늘의 가장 중요한 식사"라고 일컬어지지만 일부 사람들은 아침 식사가 "가장 중요한" 지위에 있다는 긍정적인 의미에 대해 이의를 제기한다.

## 같이 보기
- 아침 식사 목록
- 점심
- 저녁 (식사)
- 야식